# Fair Isle

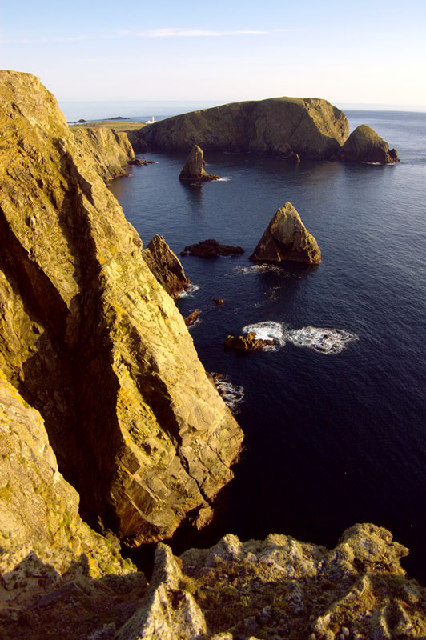
Västra klipporna mot Malcolm's Head.

Fair Isle (från fornnordiskans friðar-øy) är en ö sydväst om Shetlandsöarna, belägen nästan halvvägs mellan Shetlandsöarna och Orkneyöarna, omkring 40 kilometer sydväst om Sumburgh på Shetlands Mainland. Ön är 4,8 kilometer lång och 2,4 kilometer bred och har en area på 5,61 km². Även om ön ligger marginellt närmare North Ronaldsay i Orkneyöarna tillhör Fair Isle politiskt och administrativt Shetland.
Majoriteten av de 70 invånarna lever i små torp på den södra delen av ön då den norra delen främst består av klippiga berg. Västkusten har klippor som är runt 200 meter höga. Invånarantalet har fallit från sina omkring 400 invånare år 1900. Det finns inga pubar eller restauranger på ön, men dock en liten skola. Efter elva års ålder måste skolbarnen läsa vidare i Lerwick.

## Historia
Fair Isle har varit bebodd sedan bronsåldern, vilket är anmärkningsvärt på grund av bristen på råvaror på ön, även om den är omgiven av rika fiskevatten.
Den 20 augusti 1588 blev fartyget El Gran Grifón från den Spanska armadan skeppsbrutet vid Stroms Heelor, vilket gjorde att de 300 sjömännen fick tillbringa sex veckor tillsammans med öns invånare. Skeppsvraket upptäcktes år 1970.
1954 köpte National Trust for Scotland ön av George Waterson som tidigare hade skapat öns fågelobservatorium.

## Näringsliv
Fair Isle är känd för sina stickade tröjor. Stickning spelar en viktig roll som inkomstkälla för kvinnorna på ön. Huvudaktiviteten för män är jordbruk.

## Kultur, turism och sevärdheter

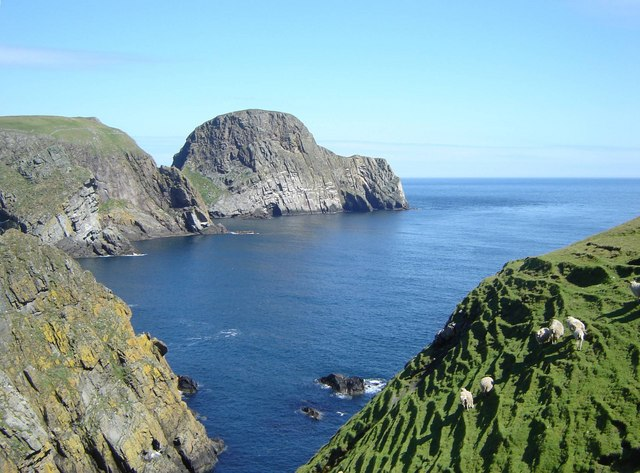
Vy mot Sheep Rock.

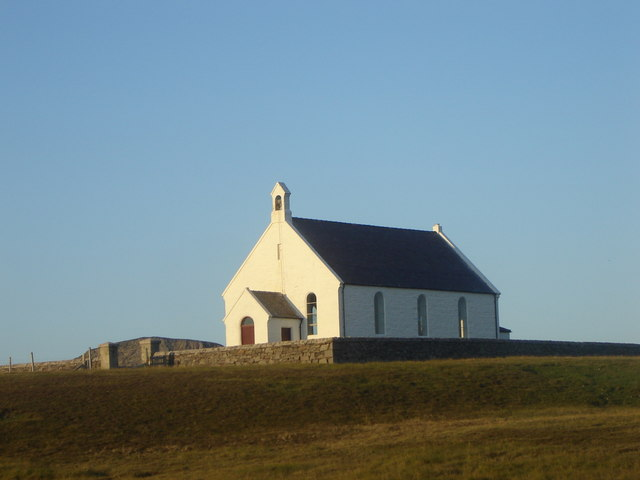
Fair Isle Kirk

Fair Isle har ett permanent fågelobservatorium på grund av sin viktiga roll för flyttfåglar. Flera sällsynta arter av fåglar har hittats på ön och ön sägs vara den bästa platsen i Västeuropa för att se sibiriska tättingar som tundrapiplärkan, träsksångaren och starrsångaren.
Ward Hill (218 meter) var en radarstation som byggdes fort av brittiska flygvapnet under andra världskriget. Ruinerna efter denna finns kvar än idag.

## Kommunikationer

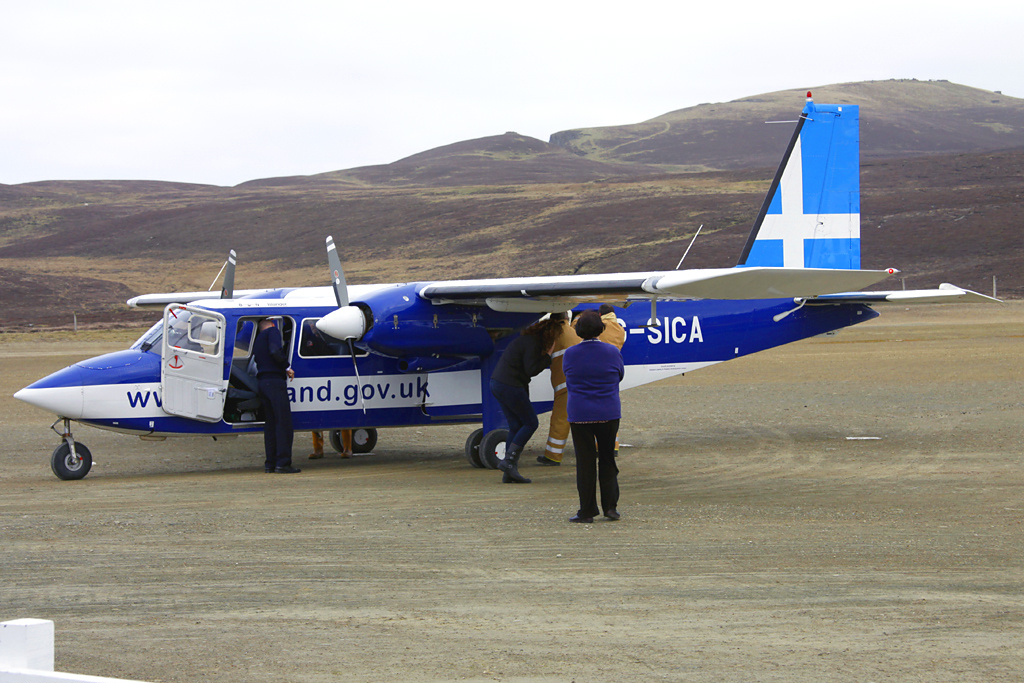
Fair Isle flygplats

Från Fair Isles flygplats (IATA: FIE, ICAO: EGEF) på Fair Isle går flygningar till Shetlandsöarnas huvudort Lerwick. Ön har två naturliga hamnar, North Harbour och South Harbour. Från North Harbour finns en färja till Grutness på södra Shetland.

## I fiktion
Kriminalromanen Blå gryning (2010) av Ann Cleeves utspelar sig på Fair Isle. Boken filmatiserades 2014 i ett dubbelavsnitt av TV-serien Shetland.